# Novalima
Novalima es una banda peruana que fusiona la música afroperuana con electrónica, global beats y otros géneros contemporáneos.

## Historia
Novalima es una banda nominada al Grammy Latino creada entre el 2000 y 2001 por amigos músicos limeños, basados en distintas ciudades del mundo: Ramón Pérez Prieto y Pierpa De Bernardi (Lima), Rafael Morales (Londres), Carlos Li Carrillo (Hong Kong) Y Grimaldo el Solar (Barcelona), inspirando una nueva generación de música moderna hecha con músicos de diferentes países combinada con la escena musical de Lima, con influencias afro peruanas en el mismo contexto a lo largo de otros estilos musicales mundiales importantes, ya que en ese momento la música afroperuana era algo desconocida fuera del Perú. (Desde principios de los años 90 Pier, Ramon y Rafael estuvieron juntos con Carlos en la banda de rock psicodélico Avispón Verde, con la que hicieron 2 álbumes Avispón Verde y Plan 9, y Grimaldo tocó junto a Carlos y Rafael durante su adolescencia en Curriculum Mortis, una banda peruana de Thrash Metal a fines de los 80 en la escena underground de Lima. Ellos se hicieron amigos en la escuela secundaria de Lima y compartieron la fascinación por muchos estilos de música, como el metal, el rock, el reggae, afrobeat y la música electrónica. 
Para las grabaciones iniciales, se invitó al músico afroperuano Mangüe Vásquez, quien introdujo el primer "cajón" en una canción de Novalima convirtiéndose en el "alma" de Novalima y la principal influencia de los sonidos afroperuanos en la banda. Las producciones del primer álbum de "Novalima" y luego el álbum "Afro" se realizaron cuando los miembros principales vivían en diferentes partes del mundo. Desde sus hogares en Hong Kong, Londres, Barcelona y Lima, comenzaron a enviarse ideas de canciones por correo electrónico incluso cuando la transferencia de archivos grandes de canciones no era fácil en Internet y los archivos tenían que enviarse por correo en CD grabados 
Para el segundo álbum, Afro, invitaron a más músicos afroperuanos a unirse a sus sesiones de grabación. Se incorporan a la banda en vivo Milagros Guerrero (voz), Juan Medrano Cotito (cajón) y Marcos Mosquera (cajón y congas). Afro fue lanzado en 2006 con gran éxito y puso a Novalima en el mapa musical internacional. También ocupó el puesto número 1 en las listas de radios de la New Latin Music y New World del US College Music Journal durante diez semanas combinadas. En ese mismo año, Novalima fue galardonada con el IMA (The Independent Music Awards) al Mejor Álbum en la categoría de Fusión Mundial. En Afro, el núcleo creativo se enriqueció aún más con músicos afroperuanos de escena, como Milagros Guerrero, Juan Medrano (Cotito), Mangue Vásquez, Marcos Mosquera. 
Poco después del lanzamiento mundial del álbum Afro y después de tocar la batería en el primer concierto de Novalima en Lima, Pier de Bernardi dejó la banda y el equipo de producción. Con la incorporación del percusionista / timbalero Constantino Álvarez a la banda, Novalima comenzó a realizar conciertos en vivo en Europa, Estados Unidos y Asia. 
El tercer álbum de Novalima, Coba Coba, se lanzó en octubre de 2008 para el mercado peruano. El álbum fue lanzado en todo el mundo en enero de 2009 por el sello Cumbancha y fue nominado para el Grammy Latino como Mejor Álbum Alternativo. En Coba Coba, Novalima se adentró más en las raíces africanas de la música afroperuana, con influencias de sus primos musicales reggae, dub, salsa, hip-hop, afrobeat y cubano. Para completar la extensa gira de Coba Coba, incluida Estados Unidos y Canadá, Alfonso Montesinos se unió al conjunto de la banda con el bajo desde 2010.
En 2009 la agrupación fue invitada por dos conciertos en el World Village Festival de Helsinki.
En 2010, la canción "Machete" del álbum "Afro" aparece en la película Machete. 
En 2011 Novalima comenzó las grabaciones de Karimba, su cuarto álbum. Uno de los músicos invitados principales para esta producción musical es el cantante Pepe Vásquez, considerado una leyenda en la escena musical del Perú. Karimba fue lanzado en enero de 2012 bajo el sello Eighteenth Street Lounge Music (ESL Music).
A mediados de 2012, falleció Mangüé Vásquez. Mangüé fue considerado el mejor "cajonero" afroperuano del Perú y el que proporcionó las influencias afroperuanas iniciales a la banda. Fue ampliamente reconocido como el "alma" de Novalima. 
A fines de 2012, Carlos Li Carrillo abandonó Novalima para formar su propio proyecto solista, TIME CERO, una banda de Electro Metal Industrial con Pier de Bernardi. 
El resto de la banda continuó de gira con Novalima. En 2015, Novalima grabó su quinto álbum "Planetario", que fue revisado muy positivamente por NPR como un "pastel de tres capas del tiempo" y vanguardista en el enfoque y la ejecución.
En 2018, Novalima lanza su sexto álbum de studio, Ch'usay, incorporando elementos andinos y downtempo, también recibido muy bien por parte de la crítica y el público.

## Discografía
- 2003 Novalima (Novalima Music)
- 2006 Afro (Mr. Bongo/UK)
- 2009 Coba Coba  (Cumbancha)
- 2009 Coba coba remixed  (Cumbancha)
- 2012 Karimba  (ESL Music)(ESL Music)
- 2012 Karimba Diabolic Remixes (Wonderwheel Recordings)
- 2015 Planetario  (Wonderwheel Recordings)
- 2017 Planetario Remixes EP3 (Wonderwheel Recordings)
- 2018 Ch'Usay (Wonderwheel Recordings)
- 2019 Ch'Usay Remixes (Wonderwheel Recordings)
- 2023 La danza PT1[8]